# Shihe (köpinghuvudort i Kina, Hubei Sheng, lat 30,76, long 113,08)
Shihe (kinesiska: 石河, 石河镇) är en köpinghuvudort i Kina. Den ligger i provinsen Hubei, i den centrala delen av landet, omkring 120 kilometer väster om provinshuvudstaden Wuhan. Antalet invånare är 50 171. Befolkningen består av 23 807 kvinnor och 26 364 män. Barn under 15 år utgör 12,0 %, vuxna 15-64 år 78 %, och äldre över 65 år 9,0 %.
Runt Shihe är det tätbefolkat, med 613 invånare per kvadratkilometer. Närmaste större samhälle är Jingling, 12,1 km söder om Shihe. Trakten runt Shihe består till största delen av jordbruksmark.
Genomsnittlig årsnederbörd är 1 371 millimeter. Den regnigaste månaden är juli, med i genomsnitt 192 mm nederbörd, och den torraste är december, med 18 mm nederbörd.